# Samson Raphael Hirsch
Samson Raphael Hirsch (Amburgo, 20 giugno 1808 – Francoforte sul Meno, 31 dicembre 1888) è stato un rabbino e teologo tedesco.
È il fondatore della scuola di Torah im Derech Eretz. La sua filosofia, che si chiama neo-ortodossia, insieme con quella di Azriel Hildesheimer, ha influenzato notevolmente l'ebraismo ortodosso del XX secolo.